# Канкаки (Иллинойс)
Канкаки́ (англ. Kankakee) — город на севере США, в округе Канкаки, штат Иллинойс. Согласно переписи 2000 года, население города составляло 27 561 человек, по результатам переписи 2010 года оно практически не изменилось, лишь немного снизилось до 27 537. Город является окружным центром одноимённого округа. Название города, возможно, исходит от алгонкинского слова teeyaahkiki, на местном индейском наречии означающего «равнинная земля».

## География
Канкаки расположен на 41°07′12″ с. ш. 87°51′36″ з. д..
По данным Бюро переписи населения США, город имеет общую площадь 37,9 км², из которых 1,2 км² (3,28 %) территории — вода.

## Население
По данным переписи населения 2000 года общая численность населения Канкаки составила 27 561 человек, плотность населения — 865 человек на км².
Расовый состав населения:
- белые — 50,92 %
- афроамериканцы — 41,07 %
- коренные американцы — 0,27 %
- азиаты — 0,32 % и др.

В городе насчитывалось 10 020 домовладений, в 34,4 % из них проживали дети в возрасте до 18 лет вместе с родителями, в 36,4 % проживали супружеские пары, в 21,2 % — матери-одиночки, в 37,4 % — одинокие люди. Средний размер домохозяйства 2,6 человек, семьи — 3,28 человек. На каждые 100 женщин в городе приходится 91,8 мужчин.
Распределение населения по возрасту:
- до 18 лет — 29,5 %
- от 18 до 24 лет — 9,7 %
- от 25 до 44 лет — 28,7 %
- от 45 до 64 лет — 18,7 %
- от 65 лет — 13,4 %

Средний доход на домашнее хозяйство в городе составил $ 30 469, а средний доход на семью — $ 36 428 в год. Доход на душу населения — $ 15 479. Около 18,1 % семей и 21,4 % населения находились ниже черты бедности, из них 29,3 % моложе 18 лет и 11,7 % в возрасте 65 лет и старше.

## Правительство
Городской совет Канкаки разделён на 7 палат, в каждую из которых избираются 2 члена сроком на 4 года. Мэром назначаются также ответственные лица в комиссии, отвечающие за различные вопросы, такие как ремонт улиц, тротуаров, вывоз мусора, уборку снега и т.п. Мэр и городской секретарь избираются голосованием жителей города.

## В популярной культуре
- Фильм «Нерождённый» (2009) был частично снят в госпитале Канкаки[6].
- Канкаки увековечен в народной песне англ. City of New Orleans, написанной Стивом Гудманом.

## Транспорт
В городе функционирует одноимённая железнодорожная станция.

## Известные жители и уроженцы
- Фред Макмюррей (1908—1991) — американский актёр.
- Джозеф Стражински (род. 1954) — автор-сценарист, писатель, создатель множества научно-фантастических и фантастических телевизионных сериалов, в том числе, известного в России «Вавилон-5».
- Мирна Кеннеди (1908—1944) — американская киноактриса, снималась в конце эпохи немого кино и в звуковых фильмах.